# Jacob Peters (jurist)
Jacob Peters (Tilburg, 2 mei 1912 - Den Haag, 29 oktober 1976) was een Nederlands jurist en vicepresident van de Hoge Raad der Nederlanden.
Peters, zoon van een Tilburgse koopman in papierwaren, studeerde rechten aan de Universiteit Utrecht van 1930 tot 1935. Na zijn studie werd hij advocaat in zijn geboorteplaats; het jaar erop werd hij waarnemend griffier bij het kantongerecht Tilburg. In 1941 werd hij toegevoegd inspecteur voor de prijsbeheersing (ter voorkoming van de woeker tijdens de Tweede Wereldoorlog) en na het einde van de oorlog, in 1946, tuchtrechter voor de prijzen en kantonrechter-plaatsvervanger te Amsterdam. In 1951 werd hij benoemd tot rechter bij de Rechtbank Amsterdam en in 1955 tot lid van het College van Beroep voor het bedrijfsleven aldaar. In 1960 werd hij benoemd tot raadsheer bij het Gerechtshof Amsterdam.
Op 29 november 1961 werd Peters door de Hoge Raad aanbevolen voor benoeming tot raadsheer, ter vervulling van een vacature die was ontstaan door het vertrek van Isaak Kisch die zich niet thuis voelde als raadsheer. De Tweede Kamer nam de aanbeveling ongewijzigd over en de benoeming volgde op 13 januari 1962. Per 1 januari 1976 werd Peters benoemd tot vicepresident van de Hoge Raad, na het pensioen van Pieter Eijssen, maar hij overleed later dat jaar op 64-jarige leeftijd.